# Noreena galactica
Noreena galactica är en fjärilsart som beskrevs av Johnson 1989. Noreena galactica ingår i släktet Noreena och familjen juvelvingar. Inga underarter finns listade i Catalogue of Life.